# عظاءات سن ثدييية
ذوات السن الثديي (الاسم العلمي: Mastodonsauridae)، فصيلة منقرضة من العظاءات الجهضمية مقسومات الفقار. عُثر على أحفوريات تنتمي إلى هذه الفصيلة في أمريكا الشمالية وغرينلاند وأوروبا وآسيا وأستراليا.